# Павлоградська телерадіокомпанія
ПТРК (Павлоградська телерадіокомпанія) — український телевізійний канал Дніпропетровської області.

## Історія

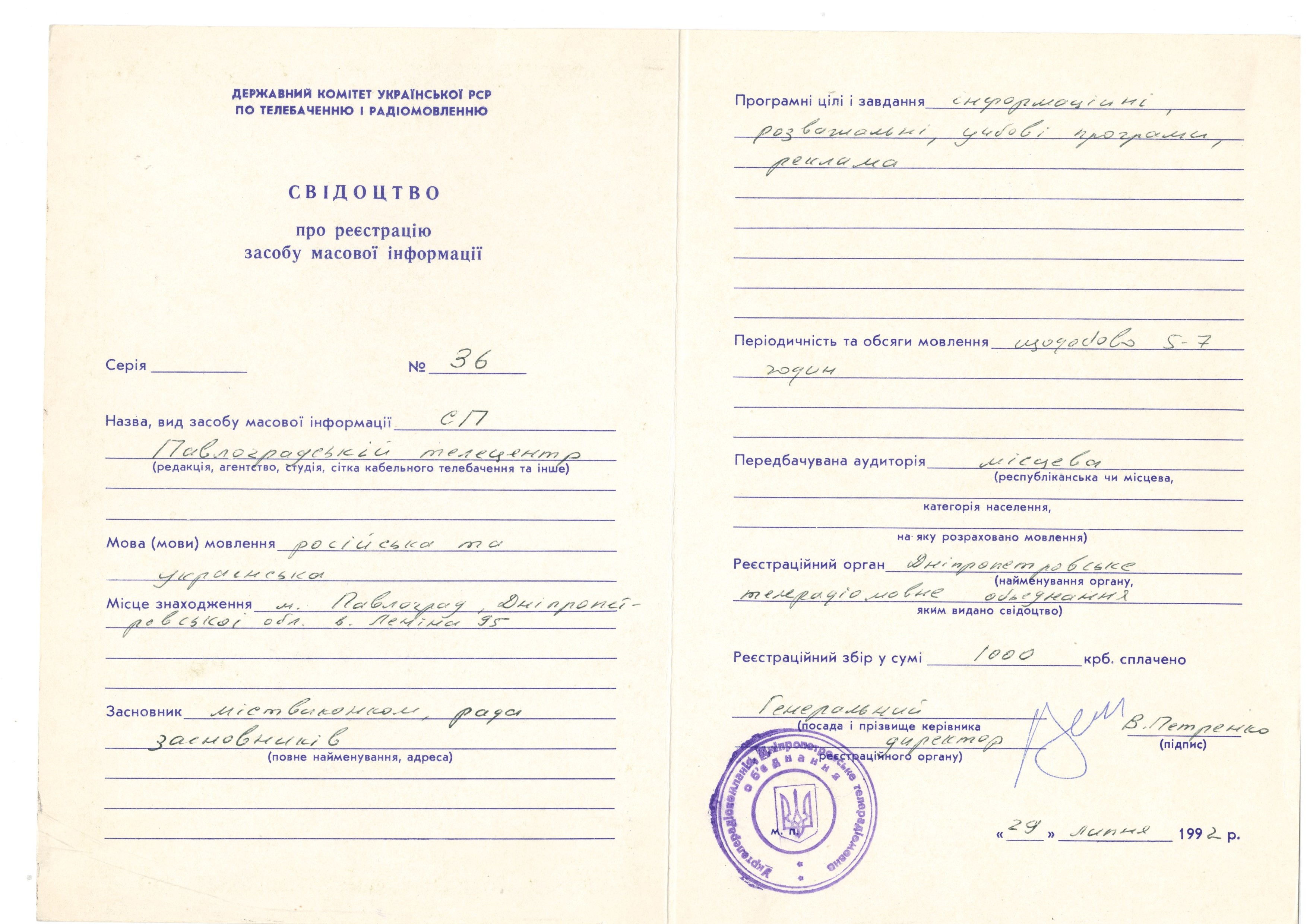
Свідоцтво про реєстрацію ЗМІ

«ПТРК» (раніше — «Павлоградський телецентр» або «ПТЦ») заснували 23 липня 1992 року. Через тиждень було видано Свідоцтво про реєстрацію ЗМІ від Державного комітету теле- і радіомовлення. Телеканал мовить 24 години на добу, має як власний контент, так і сторонній — пізнавальні передачі, міжнародні новини, тощо.
Протягом 30 років спочатку на «ПТЦ», а потім на «ПТРК» працювало багато журналістів, операторів, монтажерів. Серед тих, хто працював на «ПТРК» — Володимир Акулов, Олександр Балабанов, Микола Тимочко, Ольга Черненко, Оксана Петренко, Оксана Штонда, Катерина Стрельчук, Аліна Первушина та інші[джерело?].
З жовтня 2012 року «ПТРК» здійснює мовлення у цифровому форматі DVB-T2 (MPEG-4).
У 2016 році, з приходом нового директора Руслана Керімова «ПТРК» прискорила свій розвиток в рази[джерело?].  Осучаснено стиль ведучих, подачу новин, прийоми зйомки і монтажу, змінено логотип каналу та багато іншого. У 2018 році телерадіокомпанія розпочала мовлення в HD-форматі.
«Павлоградська телерадіокомпанія» є членом «Національної асоціації медіа».
У 2020 році  «ПТРК» запустила перше в Павлограді міське радіо — 90,3 FM. Тоді не було відомо, що через 2 роки російські війська вторгнуться на територію України і саме телеканал і радіо «ПТРК» виконуватимуть одну з найважливіших місій — інформуватимуть людей про сигнали повітряної тривоги.

## Охоплення
«Курс на краще телебачення» — ці слова стали слоганом «ПТРК» у 2016 році, коли місцевий канал почав свою трансформацію.
Згідно  з дослідженням компанії «Factum Group Ukraine», Дані соціологічного індустріального дослідження регіональних телеканалів «Локал ТБ» свідчать, що «ПТРК» входить у ТОП-15 найбільш популярних телеканалів для мешканців Павлограда, конкуруючи з великими національними мовниками[джерело?].
Глядач ПТРК — це люди віком від 34 років зі спеціальною або вищою освітою та середнім доходом.
Станом на серпень 2022 року соціальні мережі сторінки «ПТРК» за рік охопили 5,4 млн підписників.
Журналісти ПТРК оперативно розповідають про події в місті та в регіоні — всі новини глядач отримує з перших вуст.
Невеликий і молодий колектив ПТРК  (середній вік співробітників — 30 років) готує не лише щоденні випуски новин, але і інші проекти: «Люди», «Путівник», «Без коментарів», «Культурний простір», «Четвер LIVE». З 2018 року вперше в історії ПТРК розпочалося проведення бездротових трансляцій з місця подій. Для отримання більш якісного і яскравого зображення, ПТРК перейшла на мовлення в HD-форматі.

## Галерея

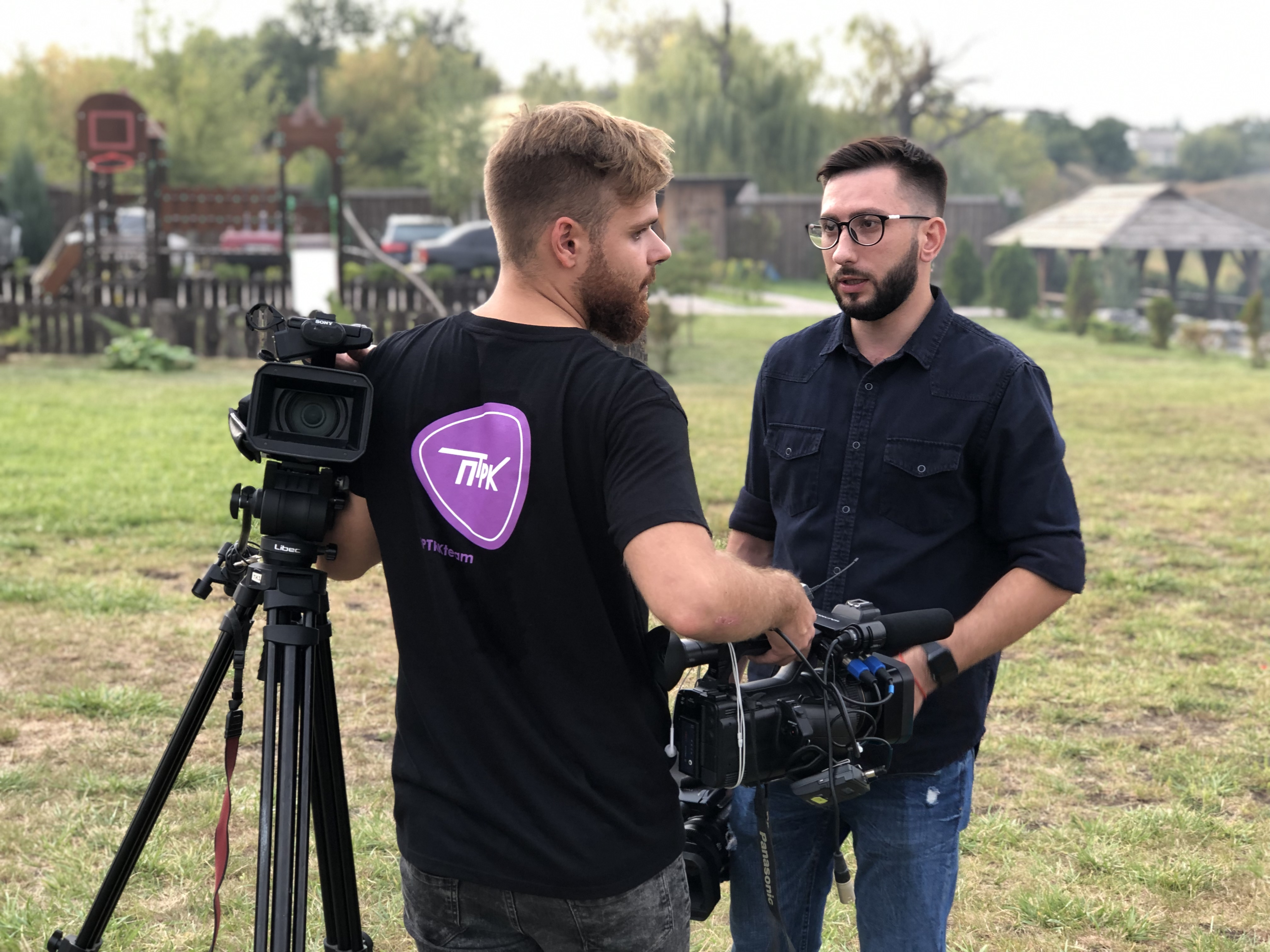
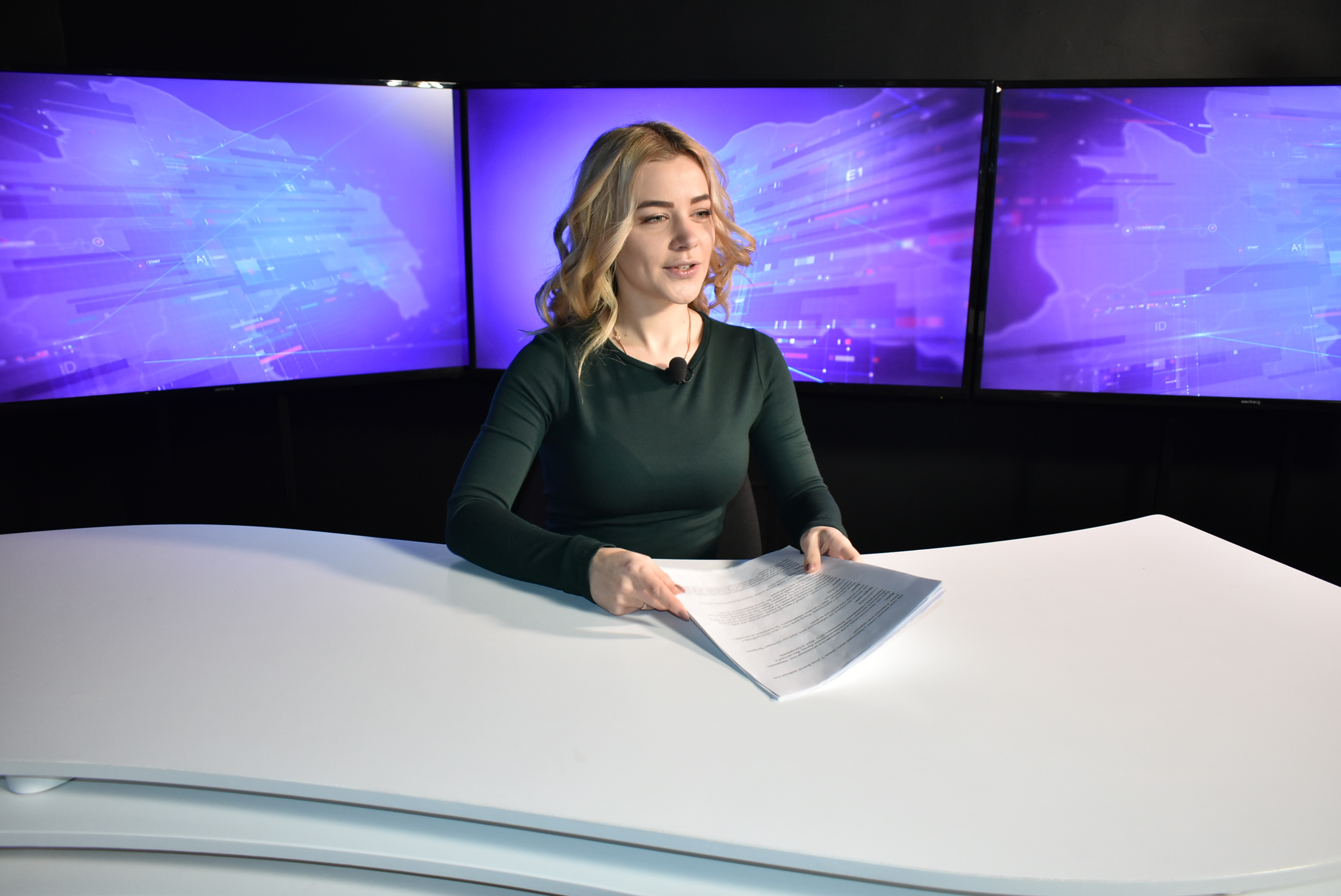
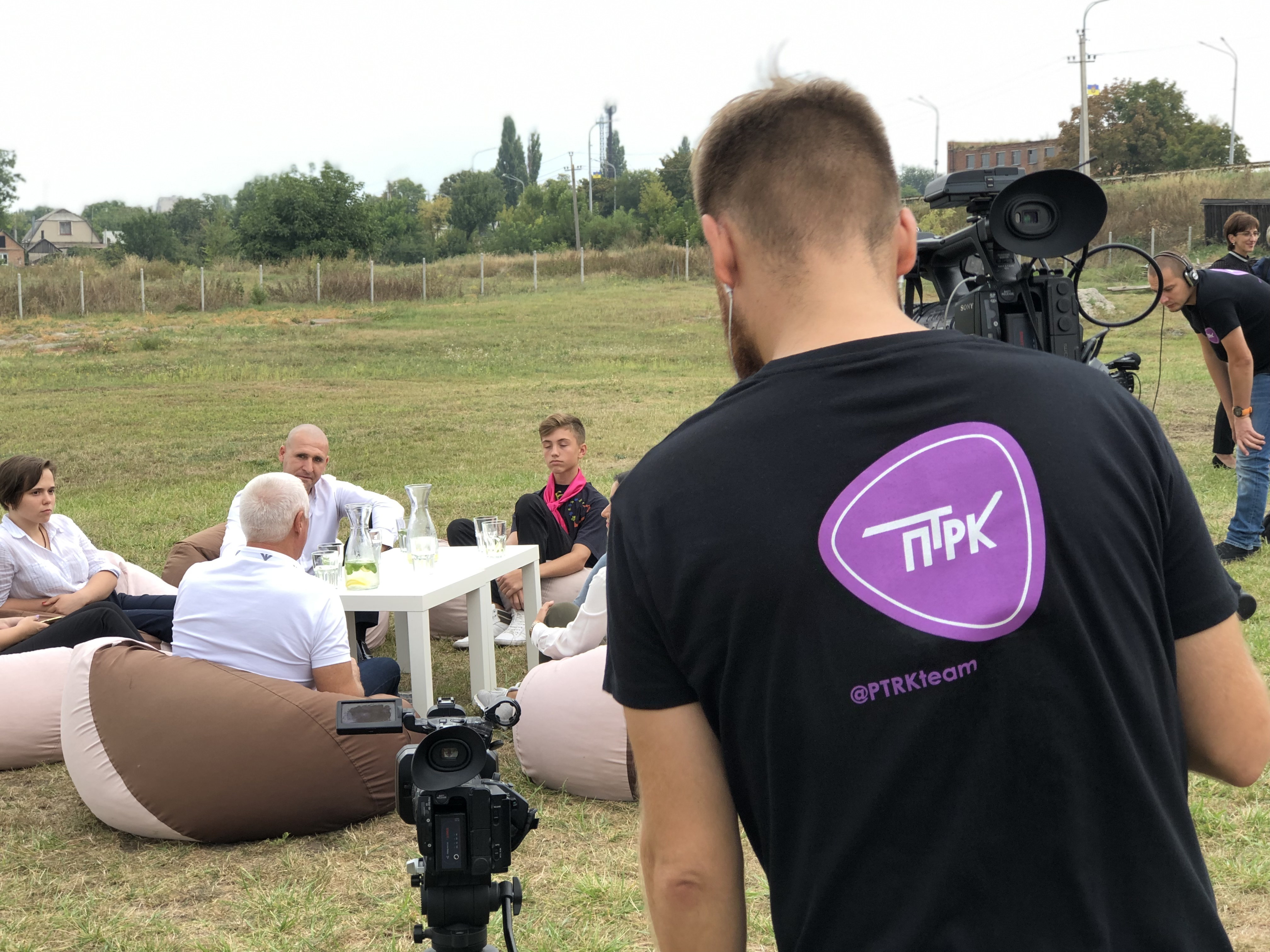
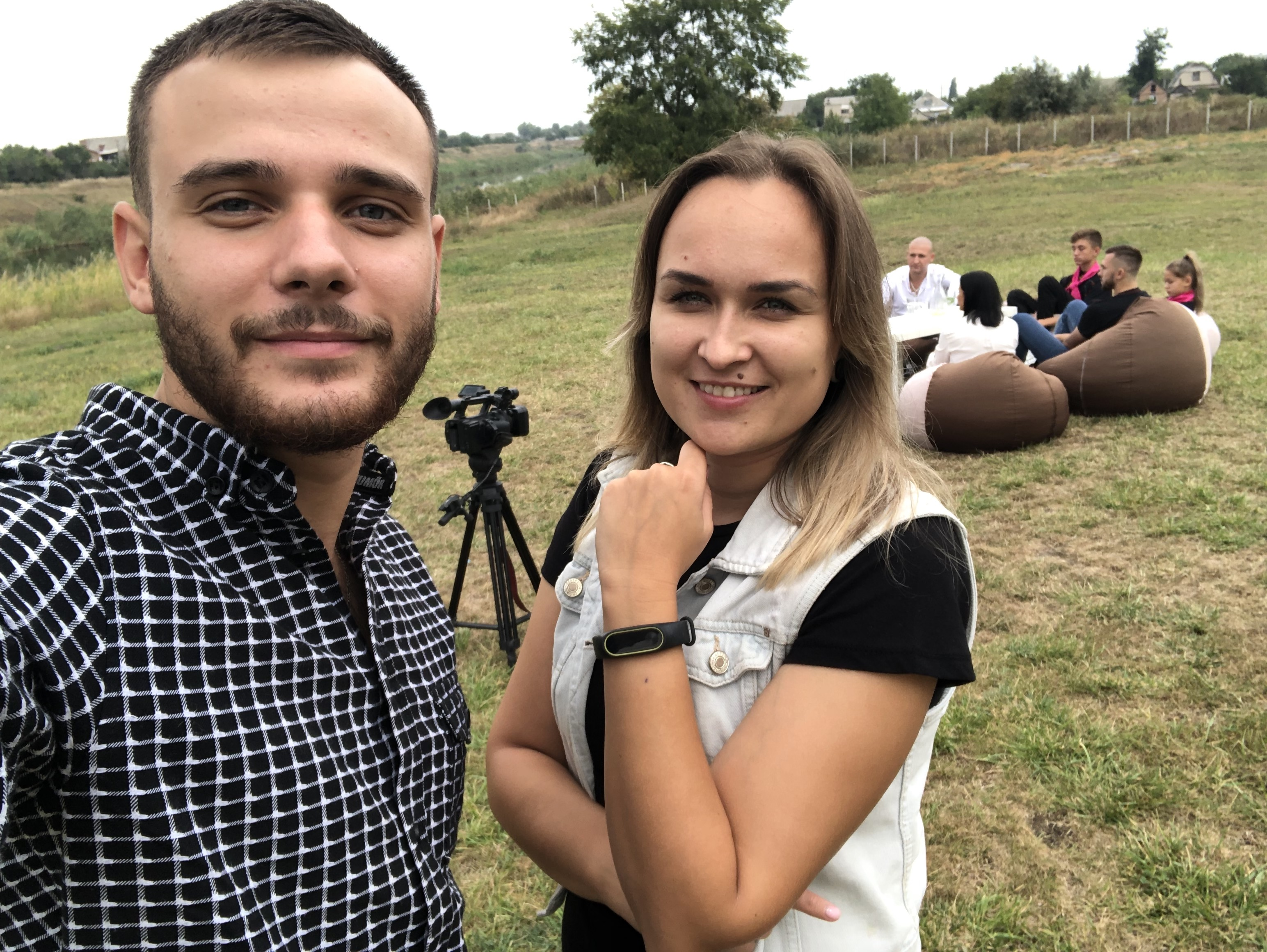

## Логотипи

Логотипи телеканалу від ПТЦ до ПТРК
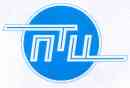
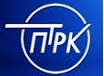
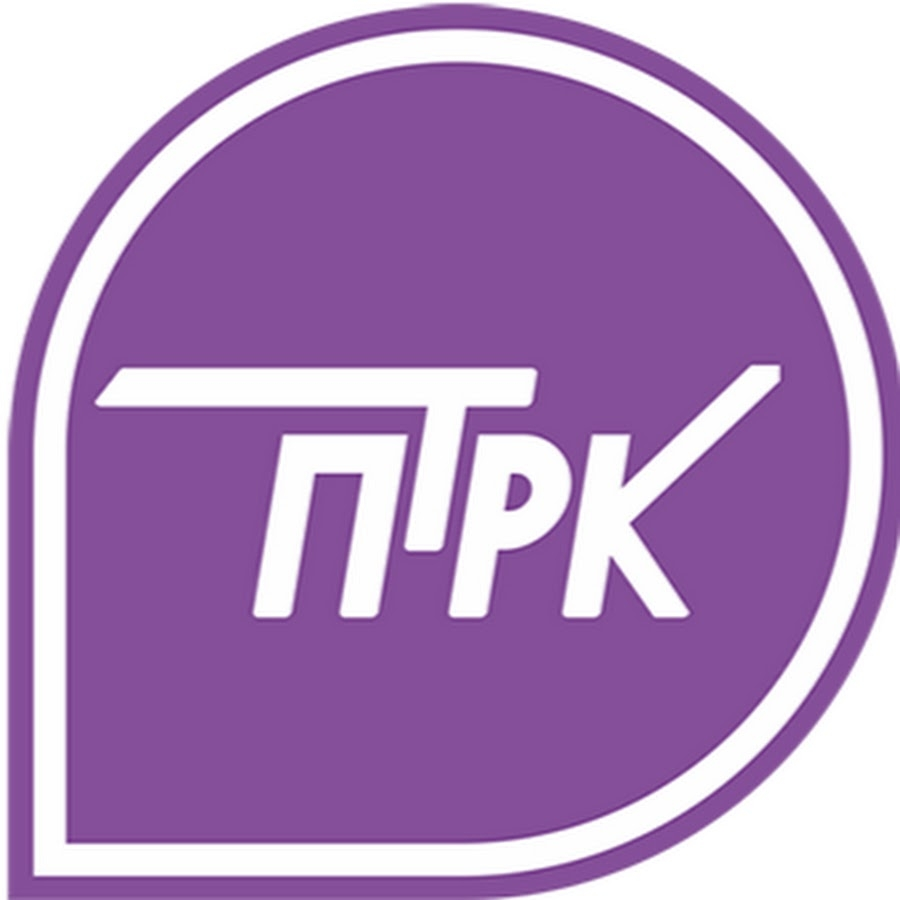
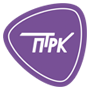
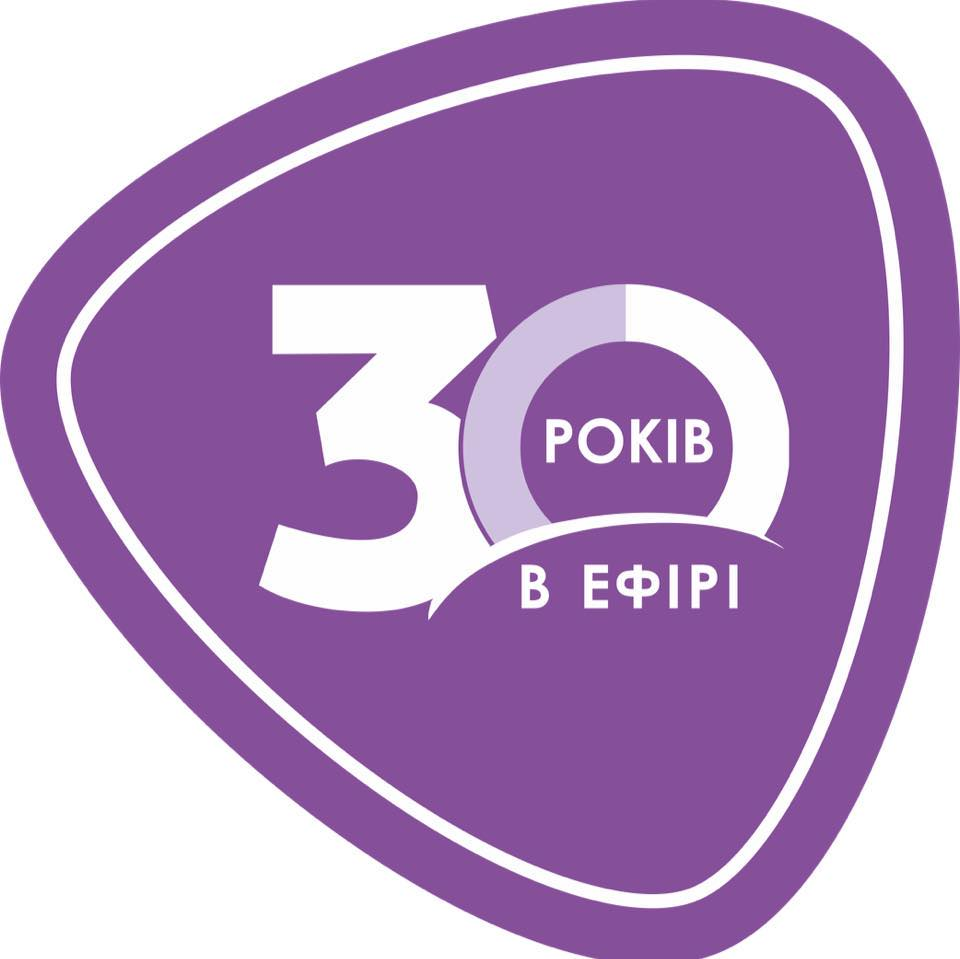

- Файл:Логотип_ПТЦ_2000_р.jpg
- Файл:Логотип_ПТРК_2012_р.jpg
- Файл:Логотип_птрк_2016_р.jpg
- Файл:Логотип_ПТРК_2020р.png
- Файл:Святковий_логотип_ПТРК_2022_р.jpg

### Етерне цифрове мовлення
| Мультиплекс | Стандарт | Формат мовлення | Територія мовлення                                                               |
| ----------- | -------- | --------------- | -------------------------------------------------------------------------------- |
| MX-5        | DVB-T2   | SD 576i 16:9    | м.Павлоград м. Тернівка (міськрада) Павлоградський район Синельниківський район. |